# Adoption byzantine
Pour les articles homonymes, voir Adoption (homonymie).
L’adoption byzantine est une pratique basée sur le droit romain, qui est plutôt courante dans l’Empire romain d’Orient.
Dans la conscience byzantine, cette institution permet, en premier lieu, de former un lien légal de paternité et de parenté, surtout dans l’intérêt de l’adopté. Cette procédure permet d'accéder à certaines charges et facilités, comme de devenir empereur.
Les empereurs de la dynastie macédonienne de l’Empire d’Orient ont codifié aux IXe et Xe siècles le droit byzantin - un droit essentiellement et fondamentalement « romain » - en langue grecque dans les Basiliques, qui sont un code législatif de l'Empire byzantin, édicté à la fin du IXe siècle par l'empereur Léon VI le Sage (886-912). Cette réforme du droit se justifie par la grande perplexité qui règne au IXe siècle dans l'interprétation du droit romain, représenté par le Corpus iuris civilis promulgué au VIe siècle, en latin, par Justinien Ier.
Deux manuels juridiques auraient précédé la grande codification byzantine : l’Epanagogè et le Procheiras Nomos, dans lesquels ouvrages on fait référence à l’adoption, principalement présente dans les rubriques qui concernent les empêchements de mariage, l’émancipation ou la succession héréditaire.

## Description et utilité de l’adoption
Depuis Justinien « on voit dans l’adoption un moyen de donner un fils ou fille à des citoyens qui n’ont pas d’enfants. Il ne s’agit plus d’une institution qui vise à augmenter la puissance d’une famille ».
Dès l’époque de Justinien, on accorde de moins en moins d’importance à la différence entre et l’adoption et l’adrogation (en), qui est une sorte d’adoption dans laquelle la personne adoptée était libre et consentait à être adoptée par une autre. Par ailleurs, cette distinction s’efface davantage après la grande codification des IXe et Xe siècles.
Initialement, il existe divers moyens d’adopter, soit des personnes alieni iuris qui sont adoptées devant des magistrats, soit des personnes sui iuris qui, elles, sont adoptées devant l’empereur. Il faut également distinguer l’adoptio plena et l’adoptio minus plena comme dans le droit romain, même si, de fait, les Byzantins n’insistent pas vraiment dessus. On peut tout de même affirmer que l’adoption byzantine correspond plutôt à une adoptio minus plena (selon les codes du droit romain). En effet dans l’esprit des Byzantins il s’agit d’une institution qui permet en premier lieu de former un lien de paternité et de parenté légal, dans l’intérêt de l’adopté, plutôt qu’à établir ou augmenter une patria potestas (une puissance paternelle) (Pater familias).
L’adoption sert surtout les intérêts de l’adopté, car lui permettant de bénéficier d’une appartenance légale à une famille et donc d’un droit d’héritage. Ce caractère de légalité permet donc l’élargissement du cercle des adoptants. Dorénavant, en plus des hommes, les femmes et les eunuques sont autorisés à adopter.
Avant les réformes des IXe et Xe siècles, les femmes, selon le droit romain, sont en mesure d’adopter et d’adroger un individu par rescrit du prince (ordonnance, décret du roi ou de l’empereur) si elles ont eu des enfants qui sont décédés. On remarque davantage que le patria potestas a perdu de sa valeur, car celles-ci n’ont plus besoin de la puissance paternelle pour adopter. Les Byzantins vont élargir ce droit par la Novelle 27 (loi promulguée par un empereur) de Léon VI le Sage (886-912). Dorénavant, les femmes, mariées ou non, qui n’ont pas d’enfants peuvent adopter librement, tout comme les hommes et un rescrit du prince n’est plus nécessaire. Également, l’adoption a lieu devant les magistrats ou devant des administrateurs locaux dans les provinces. L’autre évolution dans le droit byzantin concerne les eunuques. Ces derniers ne sont pas exclus de la société car il s’avère qu’ils jouent un rôle « institutionnel » dans la hiérarchie sociale et administrative de l’Empire. En effet, certaines hautes charges leur sont réservées et ils ont même la possibilité d’accéder à l’épiscopat et au patriarcat (Patriarcat œcuménique de Constantinople). D’après la codification du droit justinienne, les eunuques « non castrés » peuvent adopter. Mais il n’accorde pas ce droit aux eunuques qui ont subi la castration car selon lui, une personne qui ne peut pas avoir d’enfant n’est pas capable d’en adopter. Léon VI le Sage va, comme pour les femmes, dans sa Novelle 26, permettre aux eunuques castrés ou non d’adopter sans restriction. Selon lui ce n’est pas la nature qui a décidé de leur situation, il s’agit de « malchance ». L’adoption permet donc de corriger cette non-capacité de procréation. Comme pour les femmes l’adoption par les eunuques a lieu selon la Novelle 27, devant les magistrats ou administrateurs locaux.
Toutefois, certaines restrictions existent dans la procédure d’adoption. Tout d’abord, une restriction concerne la différence d’âge entre adopté et adoptant : l'écart doit être d’au moins dix-huit ans, qui est considéré comme l’âge de la pleine puberté. Ensuite, il est interdit d’adopter une personne qui a déjà été adoptée ultérieurement (?), d’adopter plusieurs personnes, d’adopter si l’on a déjà un fils et, enfin, de faire adopter ses enfants naturels (selon la Novelle 74 c. 3 de Justinien).

## Forme et procédure de l’adoption
Les distinctions entre les hommes et les femmes concernant l’adoption sont supprimées par la Novelle 27 de Léon VI le Sage. Les adoptions peuvent désormais se faire devant des fonctionnaires (magistrats ou administrateurs locaux), et non plus exclusivement devant l’empereur. Ce dernier conserve tout de même le droit d’autoriser l’adoption par rescrit, mais il n’est plus nécessaire de s’adresser à l’empereur.
Pour les cas ordinaires, Constantin Pitsakis dans son ouvrage L’adoption dans le droit byzantin dit que pour les cas dits « ordinaires » l’adoption était allouée par une simple déclaration devant les autorités compétentes, et qu’aucun jugement n’était nécessaire.
Une nouvelle forme d’adoption apparaît dans l’empire byzantin, il s’agit là de l’ « adoption par bénédiction religieuse », instituée par la Novelle 24 et 89 de Léon VI. Dans la dernière Novelle citée cette bénédiction est citée comme un élément nécessaire pour l’adoption : « en ce qui concerne l’adoption, nous avons prescrit qu’elle soit accomplie par de saintes prières... ». La Novelle 24, elle, s’avère n’être pratiquement jamais reprise dans les ouvrages byzantins. Malgré l’existence de ces lois, l’adoption est restée majoritairement un acte civil. On peut donc considérer que cette forme restait marginale dans la pratique, en plus de l’être dans les écrits. Ce n’est qu’à la chute de l’Empire byzantin, en 1453, que la bénédiction religieuse devient la forme principale d’adoption.

## Quelques exemples d’adoption
- Constantin VIII prend le pouvoir jusqu’en 1025, mais n'est père que de deux filles : Zoè et Théodora. Ces dernières vont produire successivement, par mariage et adoption, cinq empereurs. En 1041, Zoè adopte son neveu Michel V le Calfat après la mort de Michel IV. Puis en 1056, Theodora adopte Michel VI Bringas, dit Stratiôtikos.
- La riche péloponnésienne Danèlis réussit à faire adopter son fils en fraternité par le futur empereur Basile Ier.
- Michel Psellos, un écrivain et philosophe byzantin, né en 1018 et mort en 1078, adopte une fille également.

## Limites
Pour connaître l’adoption byzantine et plus précisément le droit byzantin, il faut sans cesse faire le lien avec le droit romain, dont il découle. Cependant, ce droit n’a de cesse d’évoluer au fil des siècles, et les deux droits se distinguent sur divers points.
Pour mieux apprécier l’adoption byzantine, il est nécessaire d'étudier également la jurisprudence de l’Empire d’Orient, définitivement perdue, selon Constantin Pitsakis. L’ultime monument jurisprudentiel qui nous soit parvenu est la Peira (Expérience, une collection privée des sentences d’Eustathe Rhomaios, un juge byzantin du XIe siècle), qui ne comporte aucune mention de l’adoption.